# Agustín Espinosa
Agustín Espinosa García Estrada (Puerto de la Cruz, Tenerife, 23 de marzo de 1897-Los Realejos, Tenerife, 28 de enero de 1939) fue un escritor surrealista español.

## Biografía

### Infancia
Agustín Espinosa nació el 23 de marzo de 1897 en la calle Iriarte N.º 6 del Puerto de la Cruz.
En el contexto del análisis literario, cabe destacar la evocación de la infancia y sus escenarios como uno de los muchos motivos recurrentes en la obra del autor, alcanzando éste su cénit como motivo principal en el capítulo Retorno, de la novela surrealista Crimen. Una calle y una plaza concretas, localizables por referencias toponímicas, son los "lugares mágicos" que favorecen el impulso imaginativo y confabulador de su protagonista, dentro de una narración implícita y deliberadamente autobiográfica. Sin embargo, Retorno invierte la concepción frecuente y tradicional de la infancia como un paraíso lejano de pureza, inocencia,  de promesa y mitos fascinantes. La infancia del personaje de Crimen es "desesperada y trágica", la infancia de un "niño anormal".
Espinosa dejaría asimismo testimonio de algunas de sus impresiones de niñez en su epistolario:

«Aquí en el Puerto de la Cruz, nací yo, en una casa cuyo mirador estoy viendo mientras te escribo, tan alto casi como la torre de la iglesia. Aquí, por estas calles, callejones y callejas, he correteado y he palanquineado hasta los doce años, como lo hace ahora mi hijo. Es un pueblo que tuvo, como yo, su historia. Que vive, como yo, también de recuerdos. El mar le canta y arrulla diariamente como una madre a un niño inválido, y de noche le cuenta, con voz de trueno, cuentos de brujas, trasgos y cosas de Tócame Roque que hacen más silencioso y duro el sueño.»

Su abuelo paterno, Agustín Espinosa Estrada, poseía numerosas propiedades en el Puerto de la Cruz, y sobre todo, en Los Realejos. Esta es la razón por la que, a partir de 1909, Espinosa y su familia se trasladarán a este último municipio, instalándose en la casa que se convertirá primero en hogar familiar, para posteriormente servir como residencia del autor en la villa. A ella retornará en múltiples ocasiones hasta su fallecimiento en la misma localidad.

### Trayectoria académica

#### Bachiller en La Laguna
Entre los años 1911 y 1917, Agustín Espinosa estudia bachillerato en San Cristóbal de La Laguna, residiendo en un internado escolar de la ciudad. Su involucración en la preparación de unas oposiciones a ayudante de Obras Públicas por imperativos económicos, junto con la aparición de un primer brote ulceroso condicionarán el desarrollo de su carrera académica durante este periodo.
Al tiempo, despierta su interés en estos años la lectura de Juan Ramón Jiménez, —cuya literatura ejercerá una influencia profunda y remitente en el autor—, Rubén Darío, los postmodernistas, así como Pío Baroja, Pedro Antonio de Alarcón y las novelas de aventuras.
Finalmente, será el sello modernista de Rubén Darío el que predominará en los primeros trabajos de Espinosa, de entre los cuales sólo publicará su poema Noche de Polichinela en el N.º 18 de la revista modernista Castalia, en 1917. De esta época se conocen otros tres poemas, además de un primer relato, Piñera. Asimismo, de entre los testimonios como alumno del Instituto Provincial de Segunda Enseñanza de Canarias en La Laguna, destaca la remembranza de su necrológica de 1934, A don Baltasar Champsaur, en el cielo de Las Palmas, dedicada al escritor Champsaur Sicilia, antiguo docente de la institución.
En 1916 inicia en la Sección Universitaria de La Laguna los estudios correspondientes al primer curso de Filosofía y Letras y Preparatorio de Derecho.

#### Universidad de Granada

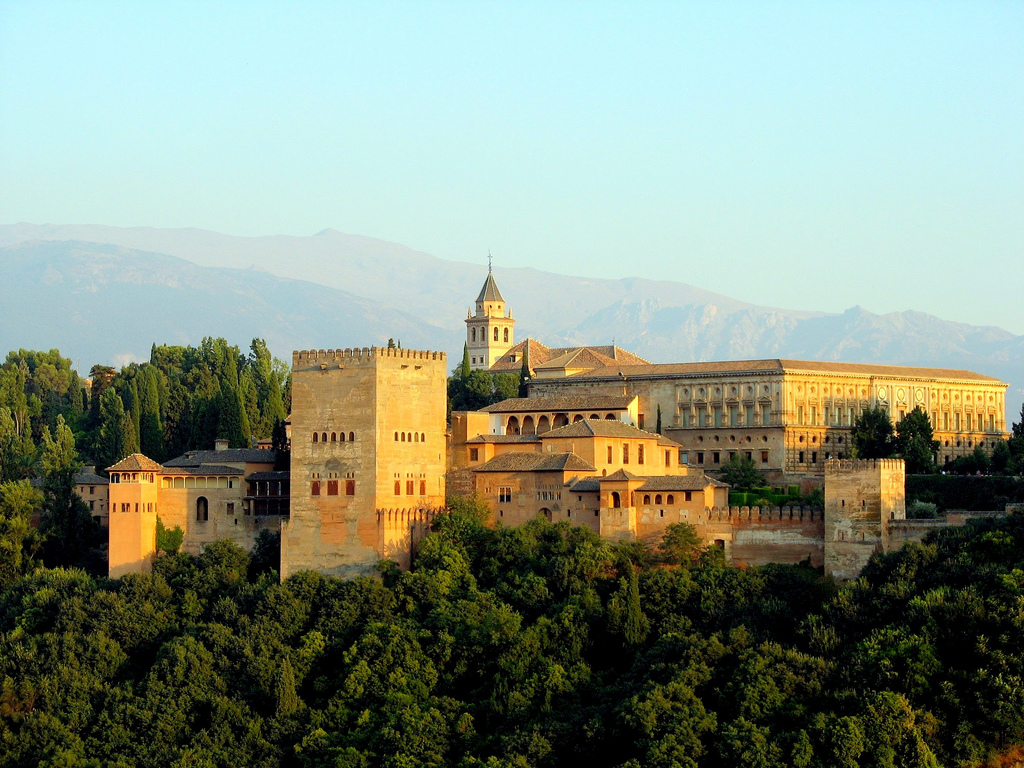
Granada; «Años de Árabe y de Griego, años en los cuales preferiría más los paseos hacia la Alhambra en compañía de cualquier amigo que el enclaustramiento en clase».

En el curso académico 1917-1918, acompañado por varios primos suyos estudiantes de ciencias farmacéuticas, Espinosa inicia sus estudios de Filosofía y Letras en la Universidad de Granada, donde coincidiría con Federico García Lorca como compañero de Facultad. La estancia de Espinosa en Granada y sus escenarios revelarán en la futura labor literaria del escritor una presencia prominente. Así, sin explicitarse en ningún momento, gran parte de la novela Crimen transcurriría en el entorno o atmósferas propias de la ciudad andaluza, reservándose para los paisajes isleños los capítulos Retorno y Epílogo en la isla de las maldiciones. Por otra parte, una breve relación amorosa del escritor con una joven andaluza de nombre María Ana, de resultado infructuoso, inspiraría, a pesar de su brevedad, algunos de sus trabajos más tardíos y destacados. Son los casos de El mar, la Oda a María Ana, primer premio de axilas sin depilar de 1930, o el mismo Crimen, cuya fantasmagórica y tortuosa "María Ana", eje central de la composición, encontraría su fundamento en el romance frustrado de Espinosa durante su periodo granadino.
La estancia del escritor en Granada se prolongaría hasta, aproximadamente, 1920.

#### Madrid y el Centro de Estudios Históricos
Tras su periodo académico en Granada, Agustín Espinosa se trasladará a Madrid con la intención de continuar allí sus estudios de Filosofía y Letras. Se interesa por las tertulias del Café Universal, así como por la efervescencia intelectual de la Residencia de Estudiantes, donde coincidirá con los alumnos Salvador Dalí, Luis Buñuel y, nuevamente, con García Lorca, entre otros. En 1923, se halla entre el grueso de estudiantes que integra el Centro de Estudios Históricos de Madrid, un proyecto de la Institución Libre de Enseñanza, operante desde 1910, con cédula oficial del Ministerio de Instrucción Pública. En el Centro, Espinosa conocerá de cerca la labor de los colaboradores Dámaso Alonso y Gerardo Diego, junto con la gestión y obra de su director Ramón Menéndez Pidal, al tiempo que coincide con el escritor y futuro diplomático Giménez Caballero, cuya afinidad de ideas motivará su relación durante años. Es en esta época cuando frecuenta paralelamente las tertulias de Ramón Gómez de la Serna en el Café Pombo.
Inscrito como estudiante de Griego y Filosofía Románica, obtiene el 22 de mayo de 1924 el título de licenciado en Filosofía y Letras, sección de Letras. El 10 de junio del mismo año, defiende oralmente su tesis doctoral Don José Clavijo y Fajardo, relativa a la figura del ilustrado y político lanzaroteño Clavijo y Fajardo, obteniendo la calificación de sobresaliente y el doctorado.
Posteriormente, el autor dejaría plasmadas algunas de sus impresiones sobre la capital española en textos como La bonita historia de un Agustín francés, o, principalmente, en su redacción vanguardista Madrid desde Canarias, Canarias desde Madrid, de 1932.

### Trayectoria profesional

#### Retorno a Tenerife
Completados sus estudios universitarios y con el grado de doctor, Espinosa retorna a Tenerife, donde ejercerá como ayudante de la cátedra de Lengua y Literatura en la Universidad de La Laguna desde el 18 de septiembre de 1924 hasta el 1 de octubre de 1925. De 1925 datan además sus primeras búsquedas de romances populares en el sur de la isla. En 1926 es pensionado en Bucarest por mediación de la Junta de Relaciones Culturales, así como en Inglaterra. Parece probable que en estos años Espinosa emprendiera además su primer viaje parisino. El 2 de octubre de 1926 reingresa como ayudante de cátedra en la Universidad de La Laguna por un año. Para el curso 1927-1928, ejercerá como cofundador y primer director del Colegio de Segunda Enseñanza «Tomás de Iriarte», con sede en la Casa Ventoso, en Puerto de la Cruz.

«Ya de él se cuenta que en los soleados pero fríos meses del invierno canario, solía abandonar su aula, acompañado por sus alumnos, y pasaba al jardín interior, un jardín escalonado en terrazas, con algún tamarindo del que comían sus semillas y, sentándose en alguno de los bancos de piedra que lo adornaban, iniciaba la clase al aire libre y bajo la caricia del astro rey.»

##### La Rosa de los Vientos
En abril de 1927, el autor de origen portuense impulsa junto al también escritor Juan Manuel Trujillo y al catedrático Ángel Valbuena Prat, la creación de la revista La Rosa de los Vientos, un proyecto generacional ideado a partir de una absoluta vocación por la modernidad al que pertenecerán, según las palabras del propio escritor, "mis primeras prosas exactas". El proyecto, auspiciado por Gómez de la Serna, reunirá entre sus páginas a los escritores Carlos Pestana Nóbrega, director titular, el equipo de redacción compuesto por Leopoldo Gorostiza, Ernesto Pestana Nóbrega o Leopoldo de la Rosa, o a colaboradores como Emeterio Gutiérrez Albelo, entre otros.
La portada del primer número de la revista, realizada por el ilustrador Pedro de Guezala, justificaría su denominación:

«... en el centro, como omphalos luminoso y eje de gravitación, una rosa de los vientos; a partir de ella, siguiendo la técnica cubista del facetado, una serie de imágenes que surgen simultáneamente ante nosotros: tuneras, árboles, notas musicales, un brazo de guitarra, una polea y una cuerda que pende de una estructura metálica, un transatlántico, libros y pliegos, unos ojos, una isla en medio del océano... Así se conforma una imagen en expansión: una nebulosa de signos. En ella emerge el deseo universalista y fundacional.»

La Rosa de los Vientos se mostrará desde sus inicios como una labor difusora y poética en la que la indagación de los signos insulares y el regionalismo se combinarán con las inquietudes por el nuevo lenguaje vanguardista, la literatura culta, el cuestionamiento de las estéticas anteriores, el culto a lo nuevo, el deporte, el cine o el jazz. Característico de sus publicaciones serán también sus exposiciones apolíticas, su antirrealismo, así como un particular enfoque humorístico.
En el «Primer manifiesto de La Rosa de los Vientos», quedaría reflejada la decidida vocación universalista de la nueva revista:

«Somos marineros de todos los mares. Obreros de la Universalidad. Por siempre: Universalismo sobre regionalismo. Hemos bostezado con hartura, sobre las páginas labriegas de nuestra literatura; sobre los regionales portales de Belén de nuestra literatura. Saludemos emocionados todos los barcos que cruzan el Océano Atlántico, con rumbo a África, Asia, Oceanía, América y Europa. Saludemos con las manos, abanderada con las banderas azules, rojas, verdes, amarillas, de júbilo. Saludemos con las manos sobre nuestras cabezas. Saludemos a todos: africanos, asiáticos, malayos, americanos, europeos. Por siempre el océano en nuestros ojos nuevos. Es este nuestro destino, ya entrevisto por los filósofos -Viera y Clavijo, Marqués de Villanueva, Graciliano Afonso- del siglo XVIII insulano, desechado en la centuria pasada, creadora de círculos y ateneos batuecasianos. Hemos de levantar un semáforo en cada isla.»

Entre los números 1 y 2 de la revista, correspondientes a abril y mayo de 1927, Espinosa publicará la recopilación Romances tradicionales de Canarias. Asimismo, pertenecen al número 2 de la revista, coincidente con la efeméride del escritor Luis de Góngora, sus redacciones sobre el poeta cordobés Escaparates polifémicos y De Don Luis de Góngora, en el retorno de su hora poética. En diciembre, el número 4 de La Rosa de los Vientos publica su artículo de reflexión ensayística Romancero de Canarias.

#### Cátedra de Lengua y Literatura Española
En octubre de 1928, Agustín Espinosa obtiene por oposición la cátedra de Lengua y Literatura Española del Instituto Nacional de Segunda Enseñanza de Mahón, en Menorca, tomando posesión el 11 de julio. Sin embargo, nunca se incorporará al puesto. En octubre del mismo año es nombrado catedrático del Instituto Nacional de Segunda Enseñanza «Pérez Galdós» de Las Palmas, plaza que mantedrá a pesar de sus sucesivos traslados y para la que impartirá la asignatura "Historia de la Literatura Española y Literatura Española comparada con la Extranjera". Toma posesión de la cátedra el 1 de noviembre, siendo destinado para el curso 1928-1929 como Comisario Regio, primer director y profesor de Lengua Española y Literatura en el recién fundado Instituto local de Segunda Enseñanza de Arrecife, en Lanzarote.

##### Lancelot 28º-7º

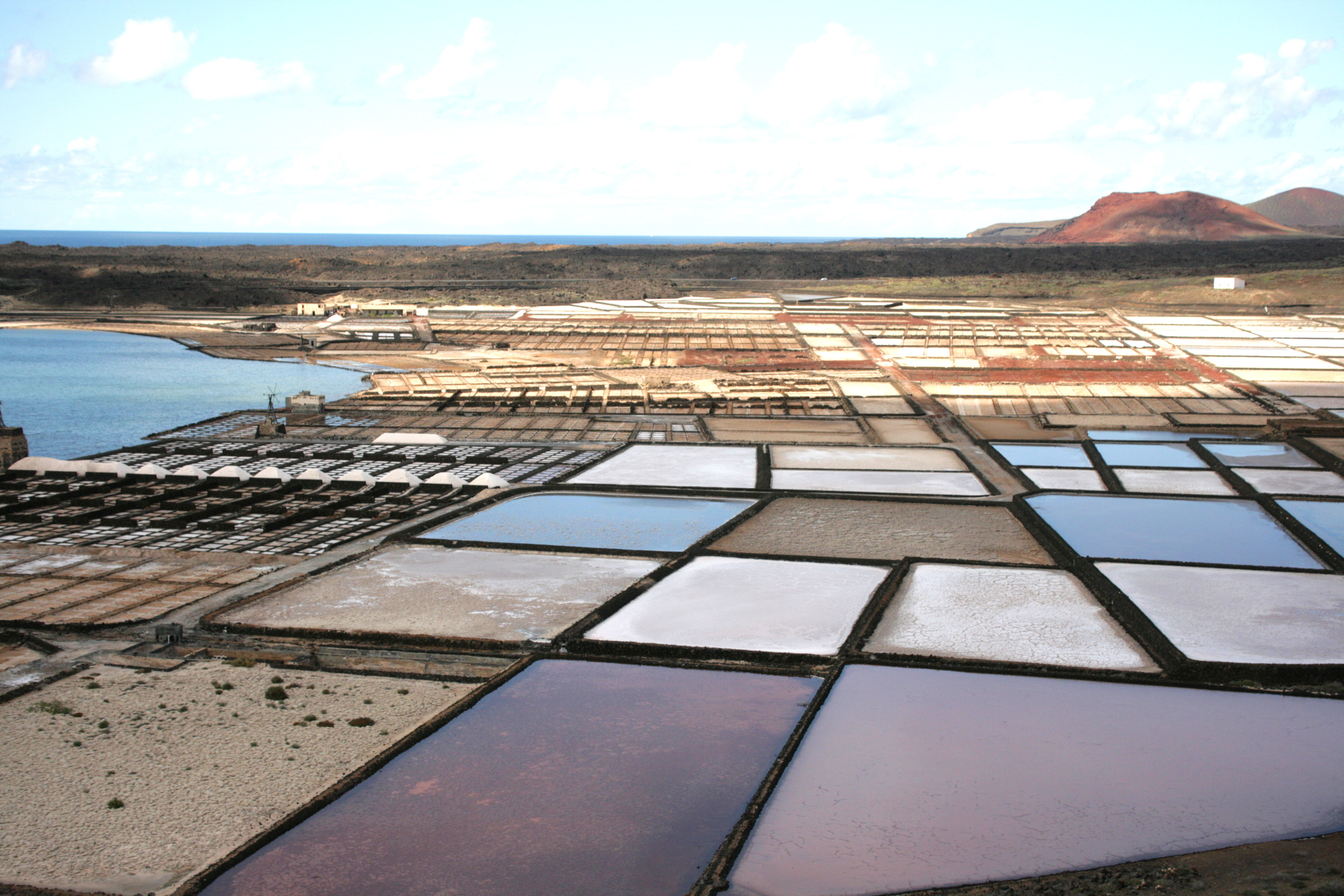
Salinas de Janubio.

Con ocasión de su destinamiento en Lanzarote, el recién nombrado Comisario Regio del nuevo Instituto local de Arrecife compondría una serie de redacciones o capítulos que, más tarde, supondrían el contenido íntegro de su trabajo de vanguardia Lancelot 28º-7º [Guía integral de una isla atlántica], obra de difícil clasificación y una poética y estética rupturistas que, sin embargo, reflejaría con claridad la apuesta de su autor por la continuidad de los principios formales y universalistas expuestos con anterioridad en La Rosa de los Vientos.
El primer anuncio sobre la composición de su obra se revelaría en su crónica sobre la vida cultural isleña Óptica de Otoño, redactada a finales de 1928 y publicada en La Gaceta Literaria, sin firma, el 15 de marzo de 1929. En ella, el escritor se autorreferenciaría a modo de publicista externo con el objetivo de dar a conocer su nuevo trabajo:

«Agustín Espinosa trae un regalo de Pascuas de su Comisaría Regia de Arrecife: una visión limpia de la isla sobre la cual, "habiendo tantas cosas que decir, aún no se ha dicho casi nada": Mozaga. Nazaret. Biología del viento de Lanzarote. Poemas de las salinas. Arquitectura cósmica. Tinajo, escuela de bizantinismo. Etcétera. Encerrado en el titular: Lancelot 7.º, 28º.»

El autor expresaría su intención fundacional, por otra parte, de la siguiente manera:

«Lo que yo he buscado realizar, sobre todo, ha sido esto: un, mundo poético; una mitología conductora. Mi intento es el de crear un Lanzarote nuevo. Un Lanzarote inventado por mí. Siguiendo la tradición más ancha de la literatural universal.»

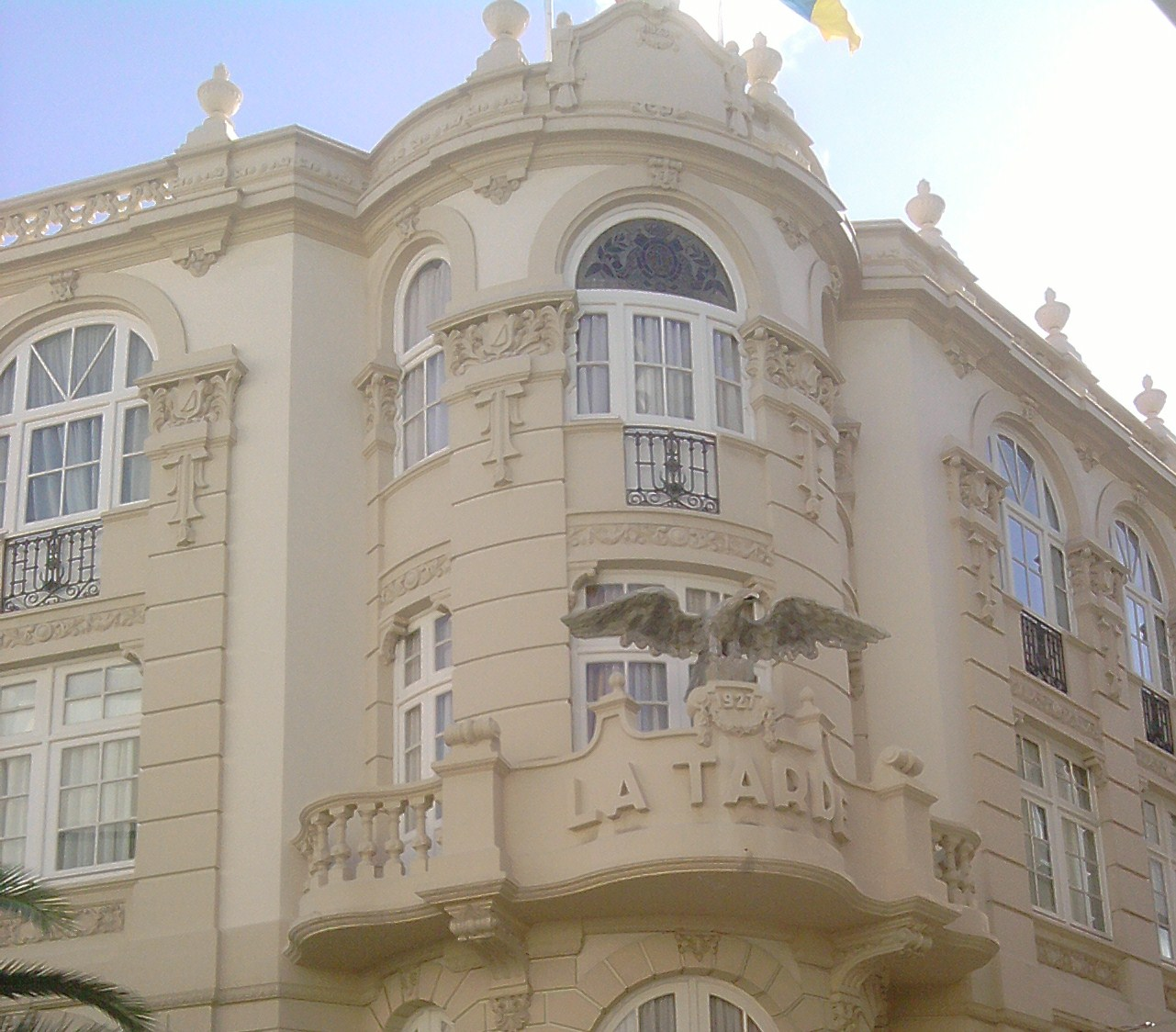
La Tarde, sede.

Siete fragmentos del libro serían adelantados por Espinosa en la prensa insular. El primero de ellos, Teguise y Clavijo Fajardo, serviría al mismo tiempo como discurso inaugural del Instituto de Arrecife el 28 de octubre de 1928, siendo reproducido posteriormente en el semanario Lanzarote con fecha 11 de noviembre. Los restantes fragmentos serían asimismo publicados en el periódico La Tarde bajo la titulación definitiva de Lancelot 28º-7º: El Lago de Janubio, correspondiente al capítulo Janubio: I) El Lago del libro, el 19 de abril de 1929 en el primer número de la página La Nueva Literatura; Salinas de Janubio, correspondiente al fragmento Teoremas de nuevo el 7 de mayo en La Nueva Literatura; Elogio del camello con arado, Nazaret y Mozaga, en la misma página el 4 de junio, y, finalmente, Tinajo o el bizantinismo, el 6 de julio del mismo año. Las variantes entre estas versiones y las finales serán escasas pero notorias; así, en el capítulo Mozaga, el protagonista de la entrega en la Nueva Literatura es Polifemo y no Lancelot, entre otras diferencias. Un fragmento extirpado puede encontrarse también en el primer Nazaret.
La primera publicación de la versión definitiva de Lancelot 28º-7º aparecería finalmente a través de las ediciones ALFA de Madrid en otoño de 1929.

##### La Gaceta Literariay viajes
En el verano de 1929, Agustín Espinosa se desplaza nuevamente a Madrid recalando previamente en Cádiz. En esta última ciudad firma, con fecha 10 de septiembre, su breve Cádiz: Renovación para La Nueva Literatura del periódico La Tarde, que reproducirá posteriormente con leves variantes y ampliación para el n.º 80 de La Gaceta Literaria. En diciembre viaja una vez más a Madrid haciendo escala en Málaga, donde redacta sus Estampas viajeras: Andalucía, el pícaro y la novela, recogidas asimismo en el diario vespertino. De este breve periodo dataría además su participación en las tertulias del café madrileño American Bar Pidoux como integrante del grupo canario.
A comienzos de 1930, la participación de Espinosa en la revista de Giménez Caballero, La Gaceta Literaria, se reguraliza e intensifica, compartiendo durante su curso en el proyecto experiencias y páginas con colaboradores destacados como Rafael Alberti, Pedro Sainz, César Arconada, Esteban Salazar Chapela, Alfaro Polanco o Eugenio Montes, entre otros. A la gaceta se deberá la aparición de redacciones breves de carácter ensayístico como Rubén Darío en Castilla, Campanarios de la primavera, o Balanza de idóneos. El mismo año, es pensionado durante cuatro meses por la Junta de Ampliación de Estudios con el fin de continuar sus investigaciones de archivo sobre Clavijo y Fajardo y completar su biografía. Con ocasión de esta concesión de la Junta, Espinosa se trasladaría en tren desde Madrid hasta París, según reflejaría el propio autor en una autoentrevista; para el 25 de enero ya un articulista del Lancelot habría declarado sobre el escritor que, «ahora vive en París». La publicación de Triálogo del muerto en La Gaceta Literaria, a su regreso el 15 de julio, daría indicios de una primera inmersión en el ideario y postulados propios del movimiento surrealista francés.
1930 es «el año viajero de Espinosa»; así, en marzo y en mayo el autor se desplaza a Madrid, donde firma Stadium o la poesía para La Tarde, y redacta Juanita Dorta, letra A con publicación en el periódico Islas. En julio regresa a París; en agosto viaja a Barcelona y a San Sebastián, y en octubre se encontrará de nuevo en la capital española, donde es presentado en un pequeño cuestionario del Heraldo de Madrid como «una de las figuras de verdadero relieve entre la actual generación literaria». Por estas fechas, aparecería simultáneamente en Barcelona su Antología de Escritores Españoles, en colaboración con el profesor y catedrático del instituto de la ciudad Condal, Ángel Lacalle.

###### Residencia en Las Palmas
Establecido durante los siguientes años en Las Palmas con motivo del ejercicio de la docencia en el Instituto Pérez Galdós, Espinosa continuará viajando con gran frecuencia a Madrid y Tenerife. En la revista madrileña Extremos a que ha llegado la poesía española, hace aparecer en 1931 su Oda a María Ana, primer premio de axilas sin depilar de 1930. El 14 de junio de 1932 contrae matrimonio en la capital grancanaria con Josephina Boissier Castellanos, con la que tendrá tres hijos; a ella dedica los Poemas a Mme. Josephine, de publicación póstuma. Su luna de miel transcurre en la localidad tinerfeña de Tacoronte, donde redacta su Diario espectral de un poeta recién casado bajo la titulación provisional de Diario de un poeta recién casado; el texto es recogido por primera vez en el periódico de ideología republicana y tirada regional Hoy. En noviembre del mismo año aparece el primer número de la revista escolar correspondiente al alumnado del Pérez Galdós La Hoja Azul, un proyecto editorial de hasta cinco números de duración incitado por el propio escritor y para el que desempeñaría las funciones directivas.
Durante sus años como residente en Las Palmas, Agustín Espinosa desarrollaría una intensa vida social. El 13 de abril de 1933 es recogido en el Diario de Las Palmas su artículo La trágica orfandad del pintor J. Jorge Oramas, relativo a la figura y obra del pintor grancanario José Jorge Oramas. El texto sirve de base para la conferencia inaugural de la primera exposición individual de Oramas en el Círculo Mercantil de Las Palmas Media hora jugando a los dados, el 20 de abril; para el mes de julio, Media hora jugando a los dados es editada y divulgada en versión impresa. El mismo año, el escritor, convaleciente, veranearía en Tafira Alta (Gran Canaria) por motivos de salud.
En septiembre de 1934, Espinosa recibe al escritor Eugenio D'Ors en su visita a la isla, a quien revelará su intención de ser trasladado a otro puesto en un instituto de la ciudad de Madrid.

## Monumento «Iglesia del Carmen y Plaza San Agustín»

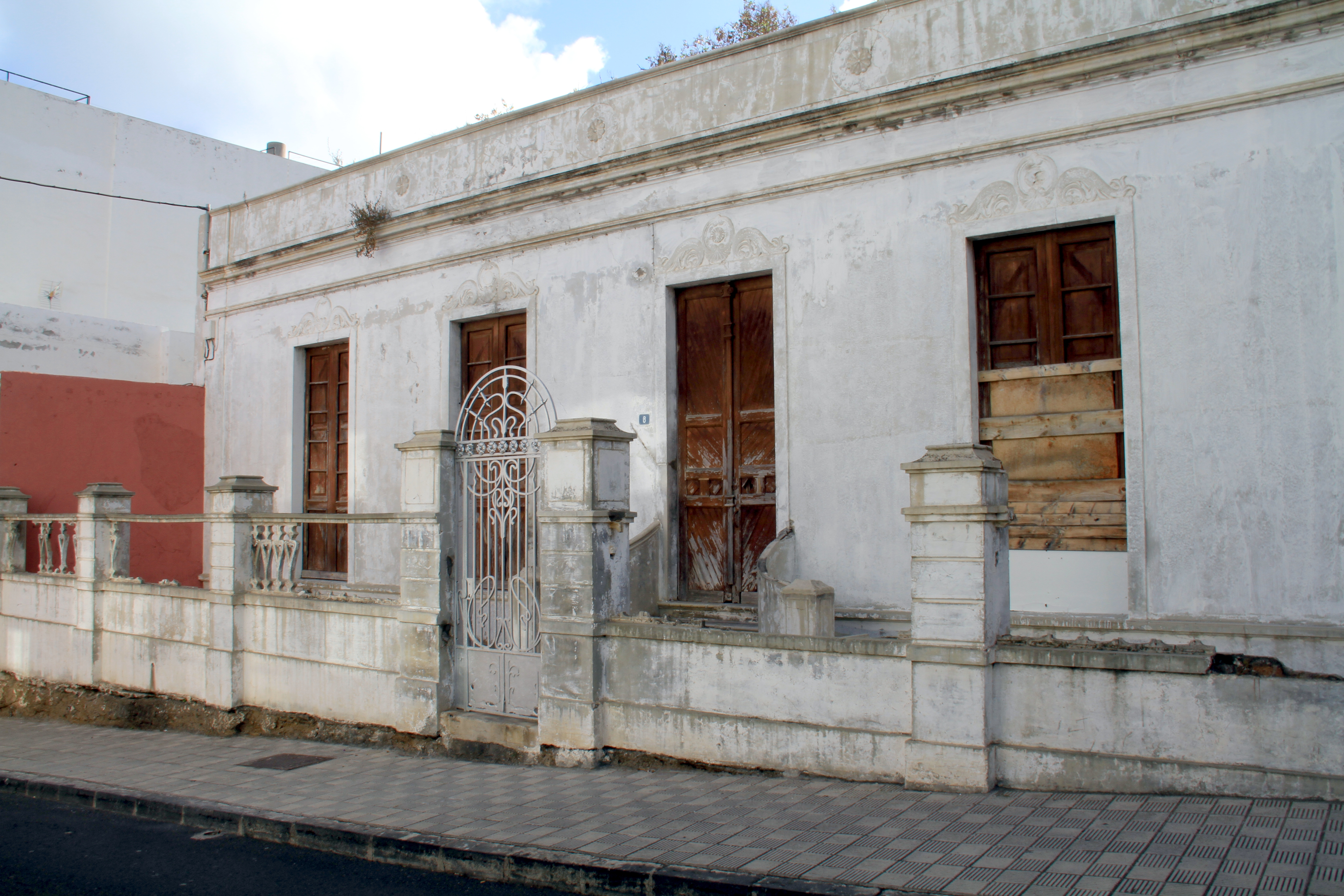
Residencia (frontal).

##### Gaceta de Arte
Fundada en febrero de 1932 por Eduardo Westerdahl y el equipo de redacción formado por Domingo Pérez Minik, Domingo López Torres, Óscar Pestana Ramos, Francisco Aguilar y Paz, José Arozena Paredes y Pedro García Cabrera, la revista canaria Gaceta de Arte, con sede regular en la ciudad de Santa Cruz de Tenerife, se inscribiría «en primera línea de las revistas europeas, abierta a las tendencias más innovadoras del arte abstracto y del surrealismo, participando también en el arte social y los debates sobre la arquitectura funcional-racionalista; es decir, en la construcción del espíritu nuevo, de las vanguardias de los años treinta».
Agustín Espinosa comenzará a colaborar habitualmente como articulista a partir del N.º 7 de la revista con la ficción surrealista Diario entre dos cruces, aparecida en agosto de 1932. A este artículo en la Gaceta de Arte le sucederán Luna de miel y La mano muerta, en el N.º 8, de septiembre de 1932; La herencia de Luján Pérez  en el N.º 14, de abril de 1933; Ars Reipublicae, en el N.º 19, de septiembre de 1933; «Parade», del N.º 20 de octubre de 1933; Estío, N.º 28, de julio de 1934; Pedro García Cabrera, N.º 31, de noviembre de 1934, y Música y Poesía, en el N.º 33 editado para enero-febrero de 1935.

##### Crimen
Crimen se publica a finales de 1934 en Gran Canaria en las ediciones de Gaceta de Arte, al precio de 5 pesetas y con portada del pintor tinerfeño Óscar Domínguez. La obra es subdividida en una estructura cuaternaria y secuencial correspondiente al desarrollo de las cuatro estaciones del año (primavera, verano, otoño e invierno), un preámbulo, sin título, y el Epílogo en la isla de las maldiciones. A excepción del preámbulo, el capítulo Ángelus, y el Diario a la sombra de una barca, Agustín Espinosa habría publicado todas las partes del libro previamente a su edición.
Aparecen en primer lugar tres de las cinco ficciones de primavera: Hazaña de sombrero, La Nochebuena de Larra (después La Nochebuena de Fígaro) y ¿Era yo un caballo?, bajo el título englobador Triálogo del muerto el 15 de julio de 1930, en el n.º 86 de La Gaceta Literaria. En el cuestionario publicado por el Heraldo de Madrid el 30 de octubre de 1930, en torno a sus proyectos literarios, el autor declararía:

«Terminaré en breve un libro que no es precisamente una novela, aunque lo parece, y cuyo título es Elogio del crimen, del que acabo de adelantar un fragmento a una revista literaria.»

En el Heraldo de Madrid, el 4 de diciembre de 1930, Agustín Espinosa publica Retornos, que reproduce nueve días después en La Tarde de Tenerife con el título Retorno, correspondiente al capítulo homónimo del otoño de Crimen.
El 1 de agosto de 1931, nuevamente en La Gaceta Literaria, n.º 111, aparece la Elegía a Ernesto Pestana, retitulada posteriormente como Epílogo en la isla de las maldiciones. El 3 de diciembre del mismo año aparece en el periódico La Tarde la ficción Crímenes blancos, birretes negros y rodelas azules, retitulado luego como ¡No!¡No!, e incluido en el apartado otoño de la obra.
En Gaceta de Arte, Diario entre dos cruces, en el n.º 7, de agosto de 1932, Luna de miel y La mano muerta, en el n.º 8 de septiembre del mismo año y «Parade», en el nº20, de octubre de 1933, serían incluidas posteriormente en la obra dentro de los apartados verano, primavera, otoño e invierno, respectivamente.
Las variantes entre las primeras versiones en prensa y la recopilación definitiva, notorias, se atenúan de acuerdo a su cercanía respecto a la fecha de publicación final de la primera edición. Desde finales de 1933, se anunciará la aparición de Crimen en Gaceta de Arte. Tras su publicación íntegra, y a razón del contenido de la obra, Agustín Espinosa sería denunciado ante el Ministerio de Instrucción Pública; ejemplares del texto son por entonces quemados públicamente. Crimen no volvería a ser editiado hasta 1974.
En su reseña La Edad de Oro, film surrealista de 1935, Espinosa dejaría testimonio de las críticas recibidas inicialmente con motivo de la aparición de su redacción:

«Se han pronunciado, con excesiva frecuencia las palabras "pornográfico", "libre", "procaz", "indecoroso", "insolente", con relación a La Edad de Oro, ni con más ni con menos razón -puedo decirlo ahora de paso- que a propósito de mi libro Crimen, olvidándose que análogos adjetivos habría que esgrimir desde ese bizco punto de vista, para calificar a Quevedo, a Boccaccio, a Cervantes, a Rabelais, a Lautréamont, a Goethe.»

##### Actividad institucional en Tenerife
El 14 de abril de 1935, Agustín Espinosa toma posesión como director del primer Instituto de Santa Cruz de Tenerife, dependiente del Instituto General y Técnico de La Laguna. Durante esta temporada residiría junto a su mujer y su hijo mayor en el Hotel Aguere, en la ciudad de la misma denominación. Paralelamente, ingresa como miembro en el Instituto de Estudios Canarios, fundado por la Universidad de la Laguna en octubre de 1932. El mismo mes de abril es nombrado presidente del Ateneo de Santa Cruz, fundado en febrero de 1934.

###### Exposición Surrealista
En mayo de 1935, a través de la mediación del pintor Óscar Domínguez desde París y de la gestión organizativa de Espinosa, Westerdahl y el equipo de Gaceta de Arte, se desarrollaría en el Ateneo de Santa Cruz de Tenerife la realización de la muestra Exposición Surrealista, la primera exposición de estas características celebrada en España y la segunda colectiva dentro de su género con una pretendida proyección internacional tras la International kunst-udstilling kubisme-surrealisme de Copenhague en el mes de enero..
La exposición, abierta al público entre los días 11 y 21 de mayo, contaría con la participación de los invitados André Breton, Benjamin Péret y Jacqueline Lamba; la inclusión del poeta Paul Éluard en el encuentro habría sido prevista inicialmente; Salvador Dalí y Jean Arp programarán también en un primer momento su asistencia a la isla. Se exhiben 76 obras entre cuadros, collages, esculturas y fotografías de Pablo Picasso, Joan Miró, Max Ernst, Alberto Giacometti, Marcel Duchamp, Man Ray, René Magritte, Yves Tanguy, Victor Brauner, Dora Maar, Marcel Jean, Hans Bellmer, Jean Arp, Salvador Dalí o el propio Óscar Domínguez, entre otros artistas. El evento es complementado con una serie de conferencias y encuentros con los organizadores y sus invitados; André Breton pronuncia la ponencia Posición política del arte de hoy, presentada y traducida simultáneamente por Espinosa en el Ateneo de Santa Cruz; en el Círculo de Amistad XIV de abril de Puerto de la Cruz, Pedro García Cabrera y André Breton expondrían sendas conferencias bajo la titulación común Acto de afirmación poética, con introducción del presidente del Ateneo. Por su parte, el poeta Benjamin Péret imparte las conferencias Marxismo y Religión y Análisis Marxista de la Religión los días 25 y 26 en la sede de la Agrupación Socialista Tinerfeña y en el Cinema Olympia para la Agrupación Socialista del Puerto de la Cruz.
El contingente francés arribaría el 4 de mayo a la isla, donde se organizarían multitud de excursiones. Durante el desarrollo de las jornadas, es redactado un Manifiesto Surrealista, que firmarán Breton, Péret, García Cabrera, López Torres, Pérez Minik, Westerdahl y Agustín Espinosa. Finalizada la estancia de los artistas franceses en la isla y con motivo del cierre de la exposición, se programa la proyección del film de 1930 La edad de oro, de Luis Buñuel. El estreno de la cinta habría sido fijado inicialmente para el día 2 de junio. Sin embargo, diversas movilizaciones institucionales y mediáticas promovidas en razón a su contenido por colectivos católicos insulares, tales como la Juventud Católica Femenina o el diario Gaceta de Tenerife, implicarán sucesivos retrasos y restricciones en el programa. Espinosa responde a la polémica con los artículos Hacia una moralización de la moralina. La Edad de Oro, film[e] surrealista de Buñuel y Dalí, en Tenerife o El pleito surrealista: Gaceta de Tenerife falsea la verdad. La exhibición de La edad de oro resultará definitivamente prohibida por la Gobernación civil el 15 de junio. La película no sería proyectada hasta febrero de 1936, bajo supervisión.
Tras la exposición, el equipo de redacción de Gaceta de Arte dedica específicamente su número de septiembre de 1935 a la reproducción de artículos y conferencias derivados de la realización de la colectiva, además de un resumen sobre sus actividades. Entre el sumario destacarían un fragmento de la ponencia de André Breton, Posición política del arte de hoy, el artículo La evidencia poética de Paul Éluard, o el Discurso de André Breton al Congreso de Escritores para la Defensa de la Cultura. Además del catálogo de la exposición y de este número de la revista, se publica en Tenerife el segundo número del Boletín Internacional del Surrealismo, compuesto íntegramente por el manifiesto firmado en mayo por el grupo surrealista. La exposición finaliza con un balance económico de deuda de cinco mil pesetas, cubierta por la empresa Ezequiel Santaella Cayol, que asumen Domingo Pérez Minik, y Eduardo Westerdahl y el propio Espinosa hasta su saldo en 1945, más de un lustro después de la defunción del literato.

#### Destitución de la cátedra
Tras el golpe de Estado de julio de 1936, Agustín Espinosa retornará a Las Palmas. El 1 de agosto declararía ante las autoridades académicas insulares:

«que atendió ininterrumpidamente los servicios de su cargo durante el mes de la fecha, cooperando así al movimiento salvador de España, iniciado el 16 de julio de 1936, al que se encuentra unido y en el que está dispuesto a rendir todo género de colaboración.»

A pesar de su expresa disposición a contribuir con el emergente nuevo régimen político español, Espinosa resultaría destituido de su cátedra y declarado cesante por orden del gobernador civil, con refrendo del comandante general en Canarias, el 16 de septiembre del mismo año. En octubre, inicia una serie de redacciones colaborativas para el periódico filial al alzamiento nacional Arriba España; paralelamente, el 3 de diciembre, aparece en Acción de Las Palmas el artículo «Ayer lo vi con la camisa azul», atribuido a GIAR, en el que se señalaría al autor como un «falso converso [...] profesor laico, hedonista y ultraísta». Finalmente, el 14 de diciembre, Agustín Espinosa ingresaría en la falange española. En el mismo año, el escritor verá aparecer su ensayo Sobre el signo de Viera, relativo a la figura del ilustrado realejero José de Viera y Clavijo.
En marzo de 1937, la Comisión Depuradora C de Instrucción Pública de la provincia decide la «apertura de expediente para esclarecer la conducta de D. Agustín Espinosa García, profesor del Instituto Pérez Galdós de Las Palmas»; los cargos imputados a su persona consistirían en «ser izquierdista, ser autor de la obra "El crimen de Agustín" y haber intentado presentar en los cines de esta Ciudad una película inmoral y sacrílega». Destituido de su puesto y abierto el expediente de depuración, Espinosa viajará a Salamanca con la intención de recobrar su cátedra en el instituto grancanario al mes siguiente.
En una carta fechada el 5 de febrero de 1938, dirigida a su prima María Teresa García Barrenechea, el literato portuense declararía:

«La ISLA aísla mucho más de lo que en realidad parece. Y tanta agua azul, honda y áspera por medio. Luego yo no sigo mejor. Cada vez tengo menos humor y menos fuerza. Me fatigo por todo y hasta hablar me cansa. Soy una isla más dentro de la isla. Una isla en régimen de ulceroso y hambre de bienestar y noches durmiendo.»

La Comisión Depuradora, por unanimidad, decidiría posteriormente absolver al docente, así como el sobreseimiento de su expediente. La orden de reposición en su plaza se haría efectiva el 13 de abril de 1938.

##### Restitución en La Palma y fallecimiento
Tras su reposición, Agustín Espinosa solicita por motivos de salud «su traslado o adscripción al Instituto de Santa Cruz de La Palma o en su defecto a Instituto de mediodía de la península o del norte de África»; el escritor obtendría finalmente destino en Santa Cruz de La Palma, recomendándose institucionalmente su inhabilitación para cargos directivos y de confianza. En julio de 1938, solicita un mes de permiso a causa del proceso agudo de su úlcera de duodeno, concedido el 15 de septiembre «con carácter provisional y sin perjuicio de la resolución que recaiga en su expediente de depuración». Espinosa tomará posesión de su cargo en el instituto palmero el 24 de octubre de 1938.
El 17 de enero de 1939, el autor de Crimen se traslada a Tenerife para someterse a una operación quirúrgica debido a una úlcera. Incapaz de superar la convalecencia tras la intervención médica fallecería en su casa familiar de Los Realejos el 28 de enero.

## Obra

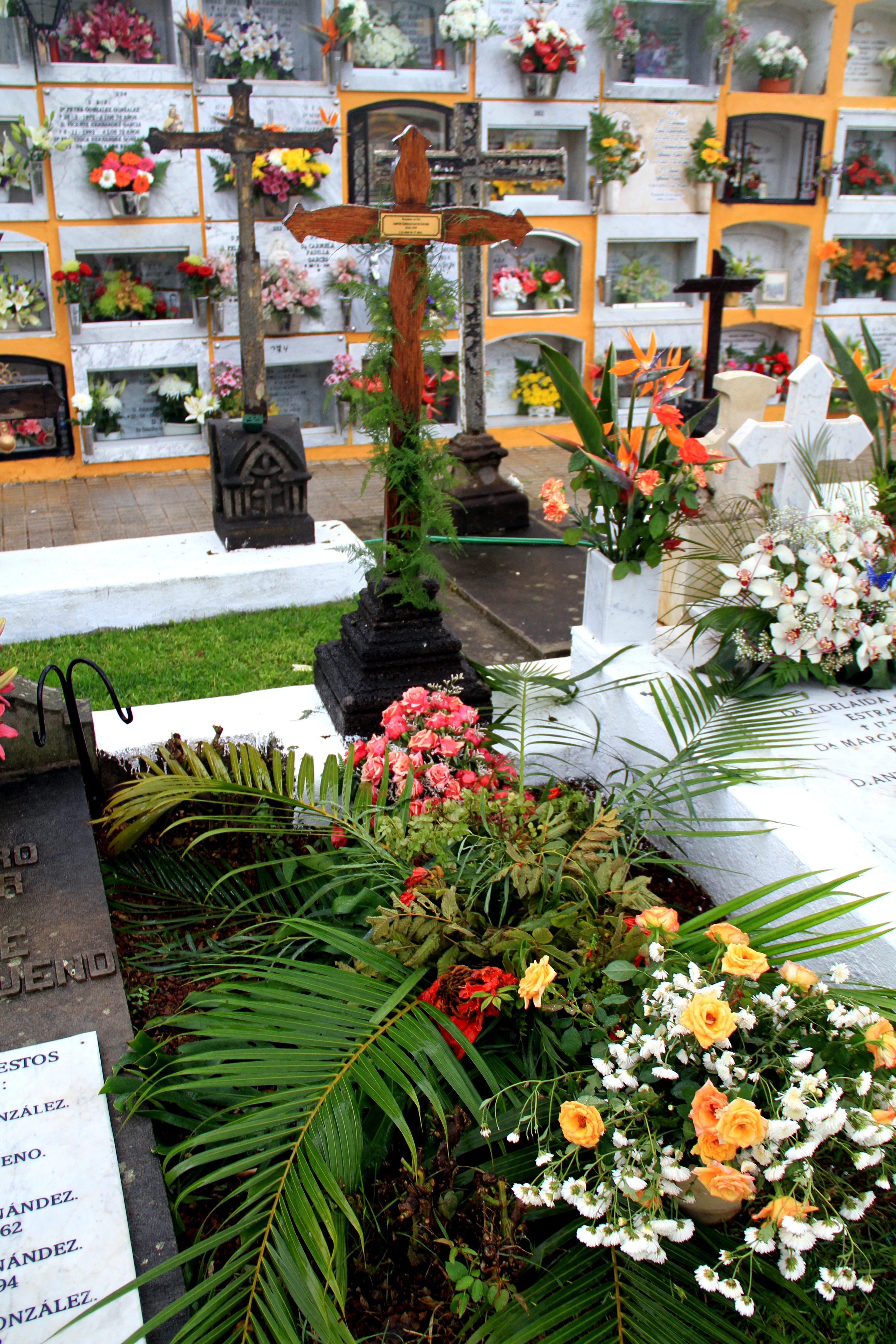
Sepulcro del autor.

La obra literaria de Agustín Espinosa, notablemente dispersa desde sus orígenes, abarcaría una gran diversidad de géneros, tales como el de la poesía, el relato, diarios, cartas, conferencias, artículos de opinión, prólogos, ensayos, así como una posiblemente inconclusa pieza teatral. La personalidad y escritura de Agustín Espinosa, figura clave para el entendimiento del renacer cultural canario tras las pretéritas incursiones del archipiélago en las tendencias de la Ilustración y el modernismo, supondrían un fenómeno decisivo en el desarrollo de la vanguardia literaria dentro de las islas y en la implicación de Canarias con respecto al movimiento surrealista internacional. Tras la instauración y posterior consolidación del régimen de Franco, el legado de Espinosa derivaría principalmente hacia su omisión o directa proscripción en lo relativo al consecuente desarrollo de la literatura y filología hispánicas. En 1974, la historiografía del escritor tras su fallecimiento habría hallado sus inicios en las reediciones de Lancelot 28º 7º, Media hora jugando a los dados y Crimen impulsadas por el catedrático de Lengua y Literatura grancanario Alfonso de Armas Ayala. Seis años más tarde, debido a la colaboración de Armas Ayala con el editor y catedrático de Literatura José Miguel Pérez Corrales, se reproducirán los textos de Espinosa compuestos entre 1927 y 1936, labor que contribuiría «a dar una imagen más precisa de la obra del autor tinerfeño. A partir de esta segunda entrega, en la década de 1980 se incrementarán las publicaciones de la obra de Espinosa». Para finales del siglo XX, la recuperación de la literatura de Agustín Espinosa, incluyendo sus textos menores, daría lugar a una primera generación insular de recopilaciones, prólogos, estudios y tesis sobre la herencia cultural del escritor.

### Adolescencia: la influencia modernista
El carácter ambiguo y paradójico de Espinosa puede ser analizado a partir de dos movimientos que constituyen, por otra parte, su mirada dual de la historia de la cultura: una de las percepciones es clásica, constatada en su búsqueda de la armonía y la simetría; la otra, esencialmente romántica, se encuentra dominada por el caos y la desmesura. Ambas tendencias quedarían patentes desde la adolescencia del autor. En esta época Espinosa escribe sus primeros poemas, fuertemente influenciados por el modernismo «externo» de Rubén Darío, así como el «insular» de Tomás Morales, y de los cuales se conservarían al menos cinco: Noche de polichinelas, Lesbia, Exótica, Del retorno y Poema de una tarde de diciembre. Asimismo, la poética temprana de Espinosa abordaría cuatro temas típicamente modernistas: la Commedia dell'Arte, la figura de la femme fatale, la bohemia y la mitología. Lejos de suponer una etapa transitoria obviable, la lírica adolescente de Agustín Espinosa cimentaría en fondo y forma algunas de las bases más características en su posterior lenguaje vanguardista. Varios motivos merecen apuntarse: el del sueño y el de la sangre; la literaturización y la atracción por lo desconocido. La intensidad sexual es punto común a varios de estos poemas, que adelantarían ya el crispado erotismo de la obra más importante de su autor. El tema amoroso es, como allí obsesivo; «los temas y motivos a que se aluden son los futuros de Crimen: la prostitución (la "carne de burdel", el "lecho del pecado", el "beso comprado" que "es el beso más dulce que nos da la mujer"), el suicidio, el "pecado", la "crapulosa vida del alucinado", la "vida perversa" que hace creer que "lo amargo es lo bello".»
Diversos testimonios apuntarían a una mayor producción poética durante este periodo; "claras pastorales", baladas, silvas y églogas vernales. Gutiérrez Albelo recordaría que Espinosa «escribió versos en su adolescencia, versos de lavada, alegre arquitectura, dignos de figurar antológicamente; versos que, aún, sus amigos recuerdan -y recitan- añorantes de felices, pretéritas horas».

#### Juan Ramón Jiménez,«emisora del cielo»
Ya a temprana edad, Agustín Espinosa mostraría por la figura de Juan Ramón Jiménez una constante y gran admiración; «mozalbete destemplado, andaba a vueltas y revueltas con sus libros y economizaba de fumar para comprar poemas suyos en las librerías de viejo». Hacia el final de su vida, procuraría hacer saber al autor de Platero a través de epístola, con sus palabras: «Mi viejo afecto por usted no me ha traicionado nunca». Espinosa se valdría del título y contenido de uno de los libros centrales de Juan Ramón Jiménez, Diario de un poeta recién casado, para encabezar su propio diario de 1932 en una deliberada alusión a sus Diario y Estío, textos centrales en el hallazgo de la denominada «poesía desnuda» o esencial de la lírica española. Asimismo, Espinosa se inspiraría en el Diario de Juan Ramón para representar a la poesía simbolista en el ensayo sobre el texto Enigma del invitado de Emeterio Gutiérrez Albelo, quien ya lo retratara a su vez para el periódico La Tarde con el esquemático «J.R.J., Emisora del Cielo». «El juanramonismo de Espinosa persiste, pero no deben olvidarse dos cosas: el antagonismo del maestro hacia el surrealismo y la conciencia del autor de Crimen acerca de la incompatibilidad de Juan Ramón con el amargo siglo XX descubierto por Espinosa desde 1930».

### Viajes eismos
Puede considerarse al ultraísmo como el primer, o al menos, más prominente movimiento de vanguardia manifestado por Agustín Espinosa a su regreso de los diversos viajes requeridos por su formación académica. Ya en La Rosa de los Vientos, se percibiría «ese movimiento de aguas turbias y revueltas que van desde el Creacionismo hasta el Dadaísmo, y que subterráneamente se comunica con aquel movimiento vanguardista de antes de la gran guerra, que en España se llamó "Ramonismo", y que todavía en pleno auge del Modernismo, tuvo contactos con el Futurismo italiano. Ramón [...] estaba en relación con el Ultrasimbolismo, los fantasistas (Saint Poul Roux), con el Futurismo de Marinetti y con el Decadentismo de Wilde y de Rachilde.» Otra lectura situaría al creacionismo como la tendencia dominante en el inicial Espinosa vanguardista, «pues, la mejor manera de pulverizar las cenizas modernistas (empapadas de un romanticismo folclórico y trasnochado) no debía de ser disímil de la que realizaron los escritores vanguardistas franceses con mucha más lucidez y radicalidad que los ultraístas, que procedían, en gran número, a fin de cuentas, del propio modernismo y eran el único modelo nacional para ellos. Debe resaltarse también que, mientras que Ultra había bailado sobre el cadáver del modernismo sin ser capaz de construir, en cambio, una obra nueva valiosa, eso sí lo hizo Ramón Gómez de la Serna, que es el maestro de la nueva literatura canaria y que estaba directamente comunicado con los nuevos movimientos galos.» Ramón traería a la literatura española «lo nuevo», el humor como cifra de todo, el fragmentarismo, la iconoclastia, el amor a los objetos y a todo lo inanimado; «Ramón ha influido a todos»; y es sobre todo el creador de la greguería. La influencia de Ramón Gómez de la Serna sobre Espinosa habría de advertirse fundamentalmente en su Lancelot 28º 7º [Guía integral de una isla atlántica].

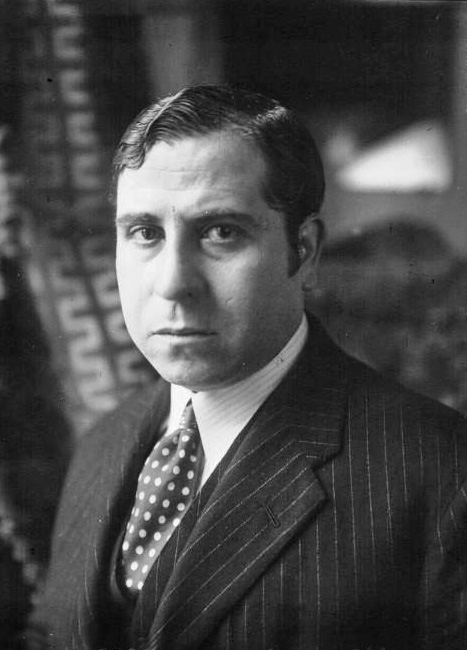
G. de la Serna.

El aprendizaje madrileño de Espinosa estuvo rodeado de la presencia de los viejos escritores; esto es, desde la admiración por los escritores de la llamada generación del 98 hasta la eclosión de la nueva literatura agrupada en La Gaceta Literaria. Los tres autores del 98 que más le influirían serían Baroja, Azorín y Unamuno. Baroja aparece como aliado galófobo suyo en sus dos Ensayadores de Indias, en Andalucía, el pícaro y la novela y en Tiento y balance de reyes de 1930. En estos dos últimos, Espinosa simpatiza asimismo con su anticlericalismo. Lo peculiar de Baroja es llevar la contraria, costumbre por otra parte no ajena al propio Espinosa. De Azorín destaca su atención a lo nuevo, simultánea a su visión renovadora de todas las épocas de la literatura española; su atención al pasado. Para el autor de Crimen, Unamuno, como el mismo Gómez de la Serna, representaría a una España que se proyecta hacia afuera; escritor atemporal, expresa «los bieternos valores de la perenne España esencial», «llevado a las afirmaciones gratuitas, a la arbitrariedad que es el método de la pasión». «Algo de este carácter insubordinado y caprichoso hay en Agustín Espinosa».
Ortega y Gasset es para el surrealista tinerfeño el «maestro» en varios artículos, el celebrado campeón del clasicismo, el ideólogo indesplazable de la deshumanización del arte, el penetrante ensayista literario, el «gran teorizador de la Meseta». «Esto no obsta para que Espinosa lo fustigue, aún llamándolo maestro, en El gijonazgo ferial de Ortega». A su vez, la «nueva literatura» considera 1927 como la fecha de su gran cristalización; empezaba a crearse el mito de la «generación del 27», cuyos poetas, cuando Espinosa comienza a escribir en La Rosa de los Vientos, ya están consagrados. «De los poetas de esa "generación" hay dos que descuellan sobremanera en las predilecciones de Espinosa, dos "clásicos" ya de la "nueva literatura": Rafael Alberti y Federico García Lorca. García Lorca había estudiado con él en Granada [...] Espinosa señala en él lo que tiene de árabe, de judío y de gitano; lo lúdico y lo sonambúlico; lo folklórico y lo gongorino; lo tradicional y lo último [...] La referencia a Marinero en tierra es interesante por haber una comunidad de atmósfera poética entre este libro y Lancelot [...] Para el escritor canario, este libro de Alberti era nada menos que lo mejor que había dado la poesía en lengua española desde los Cantos de vida y esperanza [...] Espinosa no quiere relacionar -al revés de Díaz-Plaja, pero en coincidencia con Bergamín- Sobre los ángeles con el surrealismo.»

### «Prosas exactas»
Espinosa comenzará a escribir lo que él mismo denominaría «prosas exactas» en la revista La Rosa de los Vientos. Sus artículos de esta época habrían de mostrar «la transición hacia una forma paralela de poema: La prosa lírica. Estos artículos son prosas "exactas" porque conjugan el cálculo minucioso de las palabras utilizadas con la multiplicidad de connotaciones que generan en el contexto; conjugan además el humor y el sentimiento gozoso que produce la mezcla de palabras y números, de palabras que forman ecuaciones matemáticas, los juegos con paréntesis, comillas y guiones, los cambios de tipografía y las metáforas audaces». Si existe una palabra mágica en Espinosa para entonces y en lo sucesivo esta sería la palabra «nuevo»; lo nuevo «es un mito nacido con Ramón en las letras españolas y aprendido de poetas como Apollinaire. El propio Ramón nos dice: "Lo nuevo no es más que lo nuevo. Lo nuevo tiene que sorprender hasta al renovador"». Los neologismos son más frecuentes en la etapa de La Rosa de los Vientos, «pero es después cuando adquirirán una sorprendente naturalidad, resultando nada forzados en su inclusión en la frase». Otra cosa que agrada al escritor canario son las expresiones populares; se descubre un sentido estético en las creaciones populares que viene a coincidir con el de la literatura más culta. A propósito del posterior Media hora jugando a los dados, se aludirá a lo que ya en este tiempo se advierte a la vez de retórica y de antirretórica en el estilo del autor: «Retórica hay -de una u otra clase-, aunque lo que se desprende de cada palabra sea un desdén multiplicado por ella». Los artículos de 1927 y 1928, sobre todo los de La Rosa de los Vientos, demostrarían sin embargo «una pugna con el lenguaje que no llega a resolverse hasta 1929, con la publicación de Lancelot; el lenguaje excesivamente gongorino, rebuscado, de los primeros ensayos va cediendo hacia una mayor claridad, plasticidad y belleza.»

### Lancelot: Guía integral de una isla atlántica
En 1929, la proximidad de Espinosa a la estética cubista y a sus posiciones, sobre todo a la revista de Pierre Reverdy Nord-Sud, se hace más evidente. Al círculo de Nord-Sud pertenecen diversas citas reproducidas de forma aislada por el autor en la sección La nueva literatura del periódico La Tarde, atribuidas a autores como Paul Dermée, Léonce Rosenberg o Max Jacob; «de este último se reproducirán además algunos de los principios estéticos esbozados en el célebre prefacio de 1916 para Le cornet à dés ». Una cita de Dermée, correspondiente al artículo de Nord-Sud «Quand le Symbolisme fut morte...» del 15 de marzo de 1917, encabeza Lancelot 28º-7º. En el apartado I del capítulo homónimo e inicial de la obra, Lancelot y Lanzarote, el autor determina ya en su literalidad "lo que ha buscado realizar": un mundo poético; una mitología conductora. Crear un Lanzarote nuevo, «Un Lanzarote inventado por mí. Siguiendo la tradición más ancha de la literatura universal». En realidad, «el propio Espinosa dice en su libro lo que su libro es: una guía poética de un espacio geográfico, esto es: un objeto literario sin precedentes.» El subtítulo de la obra, Guía integral de una isla atlántica, especificaría sucintamente y de antemano la naturaleza de su contenido.
Concebido y redactado durante la estancia del escritor como docente en la isla de Lanzarote, Lancelot 28º-7º se constituye, tras la cita inicial de Dermée, en una introducción o "palabras preliminares" y 14 capítulos, de entre los cuales uno, Janubio, se subdivide a su vez en I) El lago y II) Las salinas. Los capítulos largos tienen divisiones numéricas o separaciones por asteriscos: Lancelot y Lanzarote (con cuatro títulos numerados: Lancelot y Lanzarote, Alba, Musa épica y San Lancelot), Biología del viento de Lanzarote -dedicado por entero a Luis R. Figueroa- (tres apartados con asteriscos) y Janubio (con dos títulos, números en el segundo y asteriscos en el primero). Hay asteriscos también en el más breve Puerto de Naos. Acompaña al texto diversas ilustraciones del propio autor, quien dedica su Elogio de la cisterna con sol a su maestro de dibujo Antonio Pintor. El transcurso en la lectura de la obra habría de acreditar «la convicción de que todo Lanzarote es una metáfora de la nueva literatura. De que era la isla ideal para ser vista por ojos vanguardistas». Los tres elogios sobre los elementos «camello», «palmera», «cisterna», apartados con títulos propios, actuarían como base estructural, intermediaria y divisoria.
La riqueza de referencias onomásticas resulta sobresaliente en Lancelot 28º-7º; se han distinguido cuatro grupos delimitados entre el caudal de nombres propios inscritos en la obra: escritores, artistas, personajes literarios y actores de cine o del mundo del espectáculo. Hay además toda una vertiente ensayística en el texto; el ensayista Espinosa «amanece en el interludio de la Biología del viento de Lanzarote, con la teoría de los héroes de mar y de tierra.» El autor aludirá precisamente en Biología del viento de Lanzarote a las «tierras planas» de la isla, «y su reducción o simplificación del paisaje, al que vuelve abstracto y geométrico, conecta una vez más a su libro con el cubismo literario y artístico». Abunda asimismo en Lancelot la animación del paisaje, la propuesta mágica, la metáfora deportiva, la noción de juego y el humor, «un humor "blanco", teñido a veces de suave ironía.»  Asepsia, claridad «-clasicismo, en fin- fueron valores que apuntaron numerosos críticos del libro: Ernesto Pestana dijo que Espinosa se había metido en la isla "limpiamente"; Gutiérrez Albelo hablará de su "luz limpia"; Miranda Guerra de su "clara modernidad"». Pérez Corrales, por su parte, se prestará a consolidar el adjetivo más recurrente a la hora de abordar la obra al afirmar que «Lancelot es un libro solar, que filtra la luz atlántica».
Lancelot 28º-7º: Guía integral de una isla atlántica ejercerá posteriormente una notable influencia en el arquitecto y artista lanzaroteño César Manrique.

### Años 30: la irrupción del influjo surrealista
Cuando Espinosa publica en La Gaceta Literaria durante el mes de julio de 1930 su Triálogo del muerto, texto eminentemente surrealista integrado con modificaciones en Crimen, han pasado seis años desde la aparición del Primer manifiesto de André Bretón. Sin embargo, parece evidente que el surrealismo fue conocido desde un principio por el escritor canario, quien declararía haberlo seguido desde la publicación del Primer manifiesto surrealista durante la presentación de Breton en el Ateneo de Santa Cruz de Tenerife. El 4 de diciembre de 1930 el Heraldo de Madrid publicará la redacción Retornos, mientras que La Gaceta Literaria cederá parte de su espacio para la Elegía a Ernesto Pestana en agosto de 1931; ambos trabajos, incluidos asimismo en Crimen, constituirían junto al citado Triálogo del muerto las primeras manifestaciones de una literatura cardinalmente surrealista en la trayectoria profesional de Agustín Espinosa. La influencia del movimiento surrealista francés puede apreciarse además en la destacada Oda a María Ana, primer premio de axilas sin depilar de 1930, impresa en marzo de 1931 para el primer y único número de la revista de Herrera Petere Extremos a que ha llegado la poesía española.

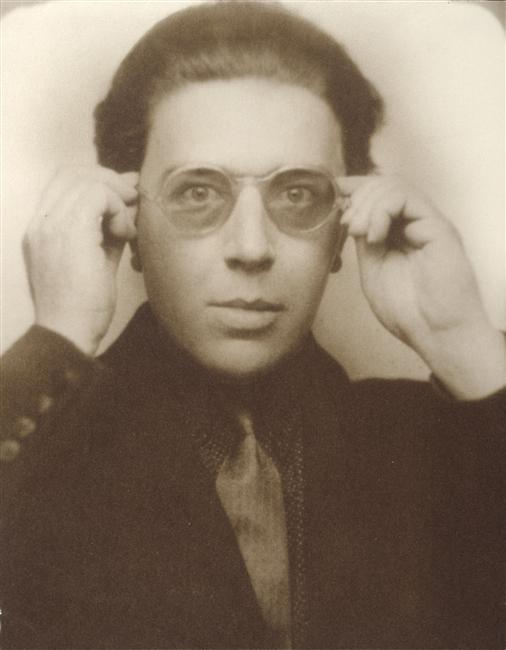
André Breton.

Tras contraer matrimonio con Josephina Boissier en junio de 1932, Espinosa se traslada junto con su esposa a Tenerife para celebrar su luna de miel. En la localidad de Tacoronte redacta para el periódico regional Hoy una serie de cartas testimoniales de breve prosa poética que conformarán el compendio de su personal Diario de un poeta recién casado, ideado originalmente como Diario espectral de un recién casado. Media hora jugando a los dados, preeminente en la bibliografía del autor, es la transcripción de la conferencia que Espinosa pronunció el 20 de abril de 1933, en el Círculo Mercantil de Las Palmas, para la primera exposición individual del pintor grancanario José Jorge Oramas. Sin embargo, Media hora jugando a los dados no debería considerarse un texto surrealista «en la misma medida que Crimen o La Casa de Tócame Roque. Es, por el contrario, otro de los lugares de la obra de Espinosa -como el Diario espectral de un recién casado- donde podemos apreciar la convivencia de elementos surrealistas y elementos de vanguardias anteriores.»
Desarrolla paralelamente facetas «cuyo sentido en muchos casos se ocupó de definir y delimitar: la de prologuista, la de periodista, la de diarista, la de polemista, la de crítico de literatura y de arte, la de conferenciante». Entre los años 1929 y 1931 la labor de Espinosa en sus distintas variantes se encauzará principalmente a través de La Gaceta Literaria y el Heraldo de Madrid, y en los periódicos insulares La Tarde y La Prensa. Durante la prolífica etapa de 1932 y 1933 colabora habitualmente con La Provincia y el Diario de Las Palmas, en Gran Canaria. De entre los años 1934 y 1936 destacan además las conferencias La Isla Arcángel de Lope, Hablemos ahora del asno..., Sangre de España o Sobre el Signo de Viera. En agosto de 1932 inicia su participación en la revista de Eduardo Westerdahl Gaceta de Arte con la publicación del Diario entre dos cruces, al que le suceden ficciones similares como Luna de miel o La mano muerta, así como otras reseñas y artículos de opinión de diferente índole; la sucesión continuada de los textos surrealistas de Espinosa en Gaceta de Arte, temática y estilísticamente emparentados entre sí, vendría a demostrar el compromiso decidido que el escritor mantendría por entonces con la idea de un producto unitario, íntegro y definido que resultara al mismo tiempo fidedigno al movimiento parisiense. El anuncio de Gaceta de Arte a finales de 1933 de la publicación de Crimen, que incluirá todas las ficciones del escritor aparecidas hasta entonces en la revista, apuntarían en igual sentido a este mismo compromiso. Espinosa ocuparía, pues, como mediador de la vanguardia surrealista en las letras hispánicas «una posición central, tanto por su significación como por su localización [...] se sitúa  a la mitad justa entre la etapa de impregnación surrealista de escritores como Alberti y Lorca y el florecimiento surrealista insular orientado por él que dio textos tan importantes como Crimen, Enigma del invitado, Dársena con despertadores o los ensayos exactamente surrealistas de López Torres.» 

### Crimen
Crimen «no es precisamente una novela, aunque lo parece». Desde finales de 1933, Gaceta de Arte anunciaría la publicación del próximo libro de Agustín Espinosa bajo la denominación de Crimen, un «relato surrealista». Sin embargo, el propio texto eludirá por naturaleza cualquier intento de catalogación, desafiando con y desde su particularidad la noción misma del género literario. Hay en Crimen rasgos de novela, de poesía, de diario, de libro de memorias o de conjunto de relatos independientes sin pertenecer específicamente a ninguno de estos géneros. El texto mismo «presenta una estructuración fragmentaria, caótica en apariencia, si bien un análisis demorado de sus páginas nos permitirá establecer innumerables correspondencias entre sus partes.» Su estructura cuaternaria -primavera, verano, otoño, invierno- con unas páginas preliminares y un epílogo posterior, que recuerda a las Sonatas de Ramón del Valle-Inclán y las estaciones del modernismo, genera inicialmente en el lector una cierta expectativa de orden que contribuye a su desconcierto ante la ausencia de correspondencia. Aparenta Crimen, pues, ser un libro «arbitrario, incoherente; constituye, sin embargo un entramado de complejísimas vinculaciones -tanto intratextuales como extratextuales- donde nada está dejado al acaso [...] la inexistencia de linealidad discursiva, de concatenación lógica, oscurece y dificulta la comprensión del texto, pero sus partes están todas trabadas y coexistiendo.» La captación de esta compleja red «requiere una vivencia a la vez intelectual y mística del texto: una lectura poético-detectivesca.»
Ateniéndose al planteamiento de su apertura, es Crimen presumiblemente el relato atormentado de un hombre que asesina a su esposa arrojándola desde su alcoba al paso de un tren; «la voz del narrador -el propio asesino- deja vía libre a todo tipo de deseos, imágenes, sueños o visiones [...] se asiste más bien a una disolución del yo poético, a una fragmentación de la voluntad bajo la fuerza del subconsciente, a la expresión de una conciencia en estado de crisis.» En Crimen, el uso de la primera persona, que realza el carácter dramático y es principio de unidad, es al mismo tiempo el de un yo incierto o inconsistente; tras la exposición de hechos de las palabras preliminares el autor no garantiza en lo sucesivo que la identidad del narrador sea en todo caso la presupuesta. La focalización es de esta forma dispuesta en favor de una intriga de posibilidades laberínticas; así lo vemos desde la primera página de la obra, «cuando se duda en la toma del punto de vista [...] en el mismo título de la sección "¿Era yo un caballo?"; o en "¡No!¡No!", donde se pasa de la primera persona a la tercera para acabar volviendo a la primera casi imperceptiblemente.» No hay además un solo crimen en el texto. Hay numerosos asesinatos, múltiples humores negros, desmembramientos, infanticidios, deformaciones monstruosas y aniquilantes conductas escatológicas cuya traducción última es siempre la sangre, la maldición o la tragedia. Sin embargo, lo que más pareció impresionar «a los lectores de Crimen en su época fue su intenso contenido sexual [...] Crimen explora el lado oscuro de la sexualidad sin ninguna coerción.» María Ana, prototipo muy particularizado de la femme fatale sucumbe desde el inicio de la obra; su presencia, sin embargo, dominará todo el escrito. El deseo aquí expresado se corresponde con el del amour fou, "qu’Espinosa excelle à décrire, notamment dans Crimen, [l'amour fou] relève du sacré, de l’interdit et de la transgression, qui ne peuvent être ressentis véritablement que si l’auteur est imbu des valeurs métaphysiques et morales contre lesquelles il faut se révolter". » Por su parte, los sueños adversos de Crimen se localizan principalmente en la sección de Primavera; estos sueños «son "adversos" en tanto todos muestras situaciones conflictivas y giran en torno a un crimen, pero gratificadores en tanto realizan un deseo -a excepción de la pesadilla de Luna de miel-. Incluso uno de ellos -Hazaña de sombrero- se califica de "divino".» El misterio de lugares y situaciones es otro rasgo de Crimen plenamente surrealista. Los espacios oníricos más frecuentes en la obra, una calle o una plaza, entroncan fácilmente con la labor pictórica de Giorgio De Chirico. Las influencias literarias más notorias en este trabajo se encontrarían en las páginas de Gustavo Adolfo Becquer y en las del Conde de Lautréamont.
Crimen aparenta no haberse constituido en absoluto mediante el recurso de la escritura automática. Su vinculación con el movimiento de vanguardia propiciado por Breton, sin embargo, resulta inevitable: «Escritura de las profundidades, descenso a los infiernos, si es una búsqueda de la expresión inconsciente, no aspira menos a su conocimiento.» El texto, abundantemente traducido, incluso al francés en su totalidad, ha retenido la atención de escritores y pensadores tales como Sérgio Lima, Édouard Jaguer, Georges Sebbag o Mário Cesariny, entre otros. Se han hallado asimismo notables similitudes entre el pasaje La mano muerta del conjunto otoño y el poema Casida de la mano imposible de Federico García Lorca. En la actualidad, Crimen es considerado habitualmente junto a La flor de Californía de José María Hinojosa como uno de los máximos exponentes de la prosa surrealista en lengua española.

### Literatura y política
A partir de 1930 pueden localizarse ya declaraciones de un manifiesto extremismo político en la obra de Agustín Espinosa. Si en el interludio comprendido entre 1927 y 1930 lo que podía observarse en el autor era una actitud nacionalista más bien limitada a lo cultural, tales manifestaciones derivarán desde 1930 hacia valoraciones políticas de clara explicitud centradas principalmente en cuatro objetivos: la apología del belicismo, la atracción por el fascismo, la aproximación a las proclamas comunistas y el ataque a un régimen republicano percibido como expresión de un liberalismo tibio y caduco. Lo burgués resulta para Espinosa intolerable. En el escritor no habrían existido a efectos prácticos diferencias esenciales entre el fascismo y el comunismo; «en la repugnancia de los burqués radica la clave que a los ojos de Espinosa une uno y otro polo.» Hablar de ideales actuales con referencia indiscriminada al fascismo y al comunismo habría supuesto para el autor la anteposición de la categoría de lo nuevo a cualquier análisis riguroso de las ideologías subyacentes a estos movimientos; así, lo sustancialmente valioso en una y otra teoría política es el empuje subversivo, el afán rupturista y contradictor, su carácter de novedad.
La actitud de Espinosa en relación con todas estas cuestiones, por lo tanto, resultaría eminentemente «esteticista [...] y de clara raíz futurista». Cabe tener en cuenta, por lo demás, que en ningún momento Espinosa parece haber tenido práctica alguna en la política, y que toda su posición al respecto está repleta de contradicciones y muestra una evidente debilidad ideológica: «nos habla Espinosa con algo que no sabe uno si es desparpajo o desfachatez [...] de los "himnos cristianos", de sus amigos alemanes de Madrid, de sus amigos franceses de París y de sus amigos comunistas de Las Palmas. El parecía sentirse bien con todos ellos, cantando el "Deutschland, Deutschland", la Marsellesa o la Internacional.» Espinosa reduciría finalmente todos estos planteamientos a la estética y al juego, de manera que cualquier posicionamiento político en su persona tendría que acogerse necesariamente como algo inconsistente o falto de seriedad.
No obstante, la exhaustividad de estas tesis podría haber influido en el respeto excesivo que el estudio de la obra de Espinosa ha inspirado desde entonces, facilitando aquella lectura según la cual en el ámbito de lo político no quedaría mucho más por añadir. En efecto, el aspecto ideológico de los artículos de Espinosa habría sido a menudo descuidado por los especialistas «porque parte de esta obra se presta a la controversia. Los análisis se han limitado a constatar que el escritor era "apolítico", o bien "comprometido en todos los frentes", lo que, en ambos casos, significa negar que Espinosa tuviera una ideología propia. [...] Negar a Espinosa un intento de sistematización de su ideología, por muy contradictoria que esta sea, conduce a una lectura empobrecedora de su obra.» De esta forma, la producción de Espinosa durante la guerra ocuparía hoy un lugar secundario como objeto de análisis. Un estudio pormenorizado de esta producción, que abarca más de cincuenta artículos canalizados principalmente a través de ¡Arriba España!, Amanecer, Acción y Falange, ha sido realizado por Beatriz Gómez Gutiérrez, en el marco de su tesis "Les Mythes et leurs métamorphoses dans l'oeuvre d'Agustín Espinosa", defendida en la Universidad de la Sorbonne en 2008.